# Gädheim
Gädheim – miejscowość i gmina w Niemczech, w kraju związkowym Bawaria, w rejencji Dolna Frankonia, w regionie Main-Rhön, w powiecie Haßberge, wchodzi w skład wspólnoty administracyjnej Theres. Leży około 12 km na zachód od Haßfurtu, nad Menem, przy autostradzie A70, drodze B26, B303 i linii kolejowej Bamberg – Schweinfurt.

## Dzielnice
W skład gminy wchodzą trzy dzielnice: Greßhausen, Gädheim i Ottendorf.

## Demografia
| Rok  | Liczba mieszk. |
| ---- | -------------- |
| 1987 | 1.085          |
| 2000 | 1.295.         |
| 2005 | 1.250          |

## Polityka
Wójtem jest Egon Eck, do 2002 funkcję tę wypełniał Otto Steinmetz. Rada gminy składa się z 13 członków:
|      | CSU | SPD | Związek Wiejski Greßhausen | Chrześcijański Ziwązek Wyborczy | FWG | Razem     |
| 2002 | 3   | 2   | 1                          | 5                               | 2   | 13 miejsc |

## Oświata
(na 1999)

W gminie znajduje się 50 miejsc przedszkolnych (z 43 dziećmi).